# 6269 Kawasaki
6269 Kawasaki è un asteroide della fascia principale interna. Scoperto nel 1990, presenta un'orbita caratterizzata da un semiasse maggiore pari a 2,395918 UA e da un'eccentricità di 0,132657, inclinata di 6,217760° rispetto all'eclittica. Ha un diametro di 3,609 km e un'albedo di 0,540.
Fa parte della famiglia di asteroidi Vesta.